# پیپ ریپون
پیپ ریپون (انگلیسی: Pip Rippon; ۴ فوریهٔ ۱۸۸۸ – ۲۹ مهٔ ۱۹۵۰) بازیکن فوتبال اهل بریتانیا بود.
از باشگاه‌هایی که در آن بازی کرده‌است می‌توان به باشگاه فوتبال گریمزبی تاون، باشگاه فوتبال لینکولن سیتی، باشگاه فوتبال وورکساپ تاون، باشگاه فوتبال یورک سیتی، و باشگاه فوتبال گرنثم تاون اشاره کرد.